# Víctor Valdés
Víctor Valdés Arribas (L'Hospitalet de Llobregat, 14 januari 1982) is een Spaans voormalig profvoetballer die speelde als doelman. Hij kwam twaalf seizoenen uit voor FC Barcelona en speelde daarna nog voor Manchester United, Standard Luik en Middlesbrough. Valdés maakte van 2010 tot en met 2014 deel uit van de selectie van het Spaans voetbalelftal.

## Clubvoetbal
In juli 1992 kwam Valdés voor het eerst bij de cantera (jeugdopleiding) van FC Barcelona. In september 1992 vertrok hij weer toen zijn familie naar Tenerife verhuisde. In 1995 keerde Valdés terug bij FC Barcelona, waarna hij speelde in de jeugdelftallen en Barça B. In 2000 won de doelman met Juvenil A, het hoogste jeugdelftal van de club, de Copa del Rey Juvenil ten koste van Real Mallorca (2-1). In zomer van 2002 werd Valdés door coach Louis van Gaal als jonge reservedoelman bij het eerste elftal gehaald, nadat José Manuel Reina naar Villarreal CF was vertrokken. Van Gaal had echter een dusdanig vertrouwen in de Catalaanse doelman dat Valdés het seizoen 2002/2003 als eerste doelman begon. Zijn officiële debuut was in de voorronde van de UEFA Champions League tegen Legia Warschau. Valdés hield de nul en hij begon ook in de Primera División als basisspeler. Door tegenvallende resultaten koos Van Gaal na enkele weken echter voor Roberto Bonano als eerste doelman. Deze Argentijnse keeper kon echter niet voldoende overtuigen en uiteindelijk werd Valdés door Radomir Antic, die inmiddels de ontslagen Van Gaal was opgevolgd als trainer, weer tot eerste keeper benoemd. Ook na de komst van Frank Rijkaard in 2003 bleef Valdés de eerste doelman van FC Barcelona. De Catalaan ontwikkelde zich meer en meer en Valdés bleek uiteindelijk een uitstekende keeper. Hij wordt zelfs gezien als de eerste die de legendarische doelman Andoni Zubizaretta van Johan Cruijffs Dream Team kan evenaren.
Soms begaat Valdés weleens grote blunders die nadelig uitpakken voor het elftal, zoals zijn mislukte pass die bij David Villa belandde in februari 2006 tegen Valencia CF (0-1) en zijn klungelige optreden in maart 2006 bij een simpele vrije trap van Raúl García, waarna Valdo scoorde tegen Osasuna (1-2). Desondanks helpt Valdés Barça ook regelmatig aan punten met uitstekende reddingen. Mede door het goede keeperswerk van Valdés werd FC Barcelona in 2004 tweede in de Primera División en in 2005 en 2006 landskampioen. In het seizoen 2004/2005 won hij de Trofeo Zamora, de prijs voor minst gepasseerde doelman in de Primera División die vernoemd is naar de legendarische Ricardo Zamora. In 2006 had Valdés een belangrijk aandeel in de UEFA Champions League-winst van FC Barcelona. In de finale tegen Arsenal FC (2-1) hield de doelman zijn ploeg op de been met enkele reddingen op doelpogingen van vooral Thierry Henry en Fredrik Ljungberg. Alleen op een kopbal van Sol Campbell in de kruising had Valdés geen antwoord. Door doelpunten van Samuel Eto'o en Juliano Belletti won FC Barcelona uiteindelijk de Champions League. Met FC Barcelona won hij in 2009 de Spaanse landstitel, de Copa del Rey, de UEFA Champions League, de Supercopa de España, de UEFA Super Cup en het wereldkampioenschap voor clubs, hoewel Valdés in het bekertoernooi niet in actie kwam. Valdés won in het seizoen tevens voor de tweede keer in zijn carrière de Trofeo Zamora als minst gepasseerde keeper van de Primera División. In de twee daaropvolgende seizoenen, 2009/2010 en 2010/2011, prolongeerde hij zowel de landstitel als de Trofeo Zamora. In 2011 won hij bovendien opnieuw de Champions League, de Supercopa, de UEFA Super Cup en de wereldbeker met FC Barcelona. In het seizoen 2011/2012 won Valdés voor de vierde keer op rij de Trofeo Zamora, waarmee hij op een totaal van vijf kwam en daarmee het record van Antoni Ramallets evenaarde. In 2012 won hij bovendien de Copa del Rey, een jaar later gevolgd door zijn zesde landstitel.
Valdés liet in januari 2013 weten zijn aflopende contract niet te gaan verlengen. Op 31 mei 2013 gaf hij op een persconferentie uitleg over zijn beslissing. "De druk op een doelman is enorm bij deze club, die verantwoordelijkheid voelde ik al vanaf jongs af aan. Ik ben uitgeput, vooral psychisch. Dat ik mijn contract niet verleng, heeft niets met geld te maken. Ik denk dat er genoeg tijd is om een opvolger voor mij te vinden. Ik zal in mijn laatste seizoen het shirt van Barcelona met eer verdedigen, zoals ik vanaf de eerste dag gedaan heb. Ik beschouw mijn tijd als profvoetballer als beëindigd als mijn huidige contract afloopt."
Op 26 maart 2014 viel hij in het competitieduel tegen Celta de Vigo geblesseerd uit met een afgescheurde kruisband, waardoor hij minstens een half jaar buiten strijd zou zijn. Daardoor miste hij het WK 2014 en het betekende tevens zijn laatste wedstrijd in het shirt van FC Barcelona. Een overgang naar AS Monaco leek aanstaande op basis van een voorcontract, maar de doelman kwam niet door de medische keuring. Op 7 januari tekende Valdés bij Manchester United FC. Hier werd hij tweede doelman, achter landgenoot David De Gea. In 2016 werd hij verhuurd aan Standard Luik. Daarmee won hij de Beker van België dat jaar.
Valdés tekende in juli 2016 een contract tot medio 2018 bij Middlesbrough, dat in het voorgaande seizoen promoveerde naar de Premier League. Het lijfde hem transfervrij in nadat zijn contract bij Manchester United ten einde liep. Op 17 augustus 2017 maakte Valdés bekend te stoppen als profvoetballer.

## Clubstatistieken
| Seizoen | Club              | Competitie         | Competitie | Competitie | Beker | Beker | Supercup | Supercup | Europa | Europa | Totaal | Totaal |
| Seizoen | Club              | Competitie         | Wed.       | Dlp.       | Wed.  | Dlp.  | Wed.     | Dlp.     | Wed.   | Dlp.   | Wed.   | Dlp.   |
| ------- | ----------------- | ------------------ | ---------- | ---------- | ----- | ----- | -------- | -------- | ------ | ------ | ------ | ------ |
| 2000/01 | FC Barcelona B    | Segunda División B | 14         | 0          | 0     | 0     | —        | —        | —      | —      | 14     | 0      |
| 2001/02 | FC Barcelona B    | Segunda División B | 43         | 0          | 0     | 0     | —        | —        | —      | —      | 43     | 0      |
| 2002/03 | FC Barcelona B    | Segunda División B | 20         | 0          | 0     | 0     | —        | —        | —      | —      | 20     | 0      |
| 2002/03 | FC Barcelona      | Primera División   | 14         | 0          | 0     | 0     | 0        | 0        | 0      | 0      | 14     | 0      |
| 2003/04 | FC Barcelona      | Primera División   | 33         | 0          | 0     | 0     | 0        | 0        | 0      | 0      | 33     | 0      |
| 2004/05 | FC Barcelona      | Primera División   | 35         | 0          | 0     | 0     | 0        | 0        | 0      | 0      | 35     | 0      |
| 2005/06 | FC Barcelona      | Primera División   | 35         | 0          | 0     | 0     | 0        | 0        | 12     | 0      | 47     | 0      |
| 2006/07 | FC Barcelona      | Primera División   | 38         | 0          | 0     | 0     | 0        | 0        | 9      | 0      | 47     | 0      |
| 2007/08 | FC Barcelona      | Primera División   | 35         | 0          | 0     | 0     | 0        | 0        | 11     | 0      | 46     | 0      |
| 2008/09 | FC Barcelona      | Primera División   | 34         | 0          | 0     | 0     | 0        | 0        | 14     | 0      | 48     | 0      |
| 2009/10 | FC Barcelona      | Primera División   | 38         | 0          | 0     | 0     | 2        | 0        | 13     | 0      | 53     | 0      |
| 2010/11 | FC Barcelona      | Primera División   | 32         | 0          | 0     | 0     | 1        | 0        | 11     | 0      | 44     | 0      |
| 2011/12 | FC Barcelona      | Primera División   | 35         | 0          | 0     | 0     | 2        | 0        | 12     | 0      | 49     | 0      |
| 2012/13 | FC Barcelona      | Primera División   | 31         | 0          | 0     | 0     | 2        | 0        | 11     | 0      | 44     | 0      |
| 2013/14 | FC Barcelona      | Primera División   | 26         | 0          | 0     | 0     | 2        | 0        | 6      | 0      | 34     | 0      |
| 2014/15 | Manchester United | Premier League     | 2          | 0          | 0     | 0     | —        | —        | —      | —      | 2      | 0      |
| 2015/16 | Manchester United | Premier League     | 0          | 0          | 0     | 0     | —        | —        | 0      | 0      | 0      | 0      |
| 2015/16 | → Standard Luik   | Eerste klasse      | 6          | 0          | 2     | 0     | —        | —        | —      | —      | 8      | 0      |
| 2016/17 | Middlesbrough     | Premier League     | 28         | 0          | 0     | 0     | —        | —        | —      | —      | 28     | 0      |

## Interlandcarrière
Valdés debuteerde op 3 juni 2010 in het Spaans voetbalelftal, tegen Zuid-Korea (1-0). Bij aanvang van de tweede helft verving hij José Manuel Reina. Hij maakte deel uit van de Spaanse selecties die het WK 2010 en EK 2012 wonnen, maar speelde zelf op beide toernooien niet. Valdés speelde ook meerdere malen voor het Catalaans elftal.

## Erelijst
| Competitie            |              |                                                      |              |              |
| Competitie            | Aantal       | Jaren                                                |              |              |
| FC Barcelona          | FC Barcelona | FC Barcelona                                         | FC Barcelona | FC Barcelona |
| --------------------- | ------------ | ---------------------------------------------------- | ------------ | ------------ |
| Internationaal        |              |                                                      |              |              |
| UEFA Champions League | 3x           | 2006, 2009, 2011                                     |              |              |
| UEFA Super Cup        | 2x           | 2009, 2011                                           |              |              |
| FIFA Club World Cup   | 2x           | 2009, 2011                                           |              |              |
| Nationaal             |              |                                                      |              |              |
| Primera División      | 6x           | 2004/05, 2005/06, 2008/09, 2009/10, 2010/11, 2012/13 |              |              |
| Copa del Rey          | 2x           | 2008/09, 2011/12                                     |              |              |
| Supercopa de España   | 6x           | 2005, 2006, 2009, 2010, 2011, 2013                   |              |              |
| Standard Luik         |              |                                                      |              |              |
| Beker van België      | 1x           | 2015/16                                              |              |              |
| Spanje                |              |                                                      |              |              |
| FIFA WK               | 1x           | 2010                                                 |              |              |
| UEFA EK               | 1x           | 2012                                                 |              |              |